# ラ・マドレーヌ (イタリア)
ラ・マドレーヌ（フランス語: La Magdeleine, [la madəlɛn]）は、イタリア共和国ヴァッレ・ダオスタ州にある、人口約100人の基礎自治体（コムーネ）。

## 地理

### 位置・広がり

#### 隣接コムーネ
隣接するコムーネは以下の通り。
- アンテイ＝サンタンドレ
- アヤス
- シャモワ
- シャティヨン

## 行政

### 分離集落
ラ・マドレーヌには、以下の分離集落（フラツィオーネ）がある。
- Artaz, Brengon, Clou, Messelod, Vieu